# 川越厚
川越　厚（かわごえ こう、1947年（昭和22年）5月11日 - ）は、日本の医師。医学博士（東京大学）。医療法人社団パリアン理事長、クリニック川越院長。
1947年山口県山口市生まれ。1966年広島学院高等学校卒業。1973年東京大学医学部卒業。

## 来歴
茨城県立中央病院産婦人科医長、東京大学講師、白十字診療所在宅ホスピス部長を経て、1994年より6年間、賛育会病院院長を務め、退職。2000年6月、自らのクリニックを開業すると同時に、在宅ケア支援グループ・パリアンを設立。2008年8月、医療法人社団パリアン理事長。2021年8月、医療法人社団パリアン解散。同月、山梨県北杜市に拠点を移し、在宅ホスピス研究所パリアン代表に就任。森の診療所にて在宅医療を担当している。
趣味はクラシック音楽鑑賞、旅行、将棋、釣、スポーツ（野球・テニス・卓球）。

## 役職
在宅ホスピス協会顧問

## 主な論文
- 癌患者の在宅ターミナルケアにおける家庭の役割 死の臨床13巻2号 (1990.9)
- 在宅ターミナルケアを行った卵巣癌の一例 日本産科婦人科学会東京地方部会会誌40巻2号 (1991.6)
- 癌患者の在宅ターミナルケア～家庭医の果たす役割～ 死の臨床14巻1号 (1991.09)
- 家庭で看取る癌患者　-在宅ホスピス入門　メヂカルフレンド社 (1991.10)
- 在宅ホスピスにおける疼痛管理 ペインクリニック13巻4号 (1992.08)
- 在宅ホスピスケアにおける症状コントロール 日本癌治療学会誌27巻12号 (1992.12)
- 在宅ホスピスケアにおける症状コントロール 日本癌治療学会誌27巻12号 (1992.12)
- 在宅死した癌患者の剖検所見～その臨床的意義～ 日本癌治療学会誌28巻3号 (1993.03)
- 在宅ホスピスケアを始める人のために　医学書院（1996.04）
- Death Education in Home Hospice Care in Japan. J. Palliat. Care, 16(3), (2000)

- 【在宅ホスピスケアの問題点】

在宅ホスピス (Home Hospice) とは 在宅医療35号 (2001.10)
- 【在宅緩和ケアの実践】

　在宅緩和ケア（ホスピスケア）の基準と現状 臨床看護27巻11号 (2001.10)
- 【在宅緩和ケアの実践】

　在宅緩和ケアの様々な取り組み かかりつけ医を中心とした在宅緩和ケア 在宅ホスピスケア専門チーム（グループ・パリアン）による在宅ホスピスケアの実践 臨床看護 27巻11号 (2001.10)
- 【在宅ホスピスケア 整いつつある支援体制】

　在宅ホスピスケアの普及を願って 治療学36巻3号 (2002.03)
- 治療の歴史　わが国における在宅ホスピスケア 治療学36巻3号 (2002.03)
- 在宅ホスピス相談外来の実態と役割－相談外来受信者の転帰から－ ターミナルケア13巻6号 (2003.12)
- 在宅ホスピス・緩和ケア─わが国の最近の動向─ 臨床精神医学第33巻5号 (2004.5)
- 在宅末期がん患者の疼痛緩和－フェンタニルパッチの有用性－ 日本プライマリ・ケア学会誌第27巻第3号 (2004.9)
- がん患者の在宅ホスピスケア　医学書院（2013.07）

## 放送出演
- 「日曜患者学校・川越厚のがんからの出発」（第2・3日曜日 2014年以後はアーカイブ放送が多い）
- 「自宅で最期の日々を」NHK、ニュース21（1993年2月18日放送）
- 「家で看とった息子の死」TV朝日（1993年4月25日放送）
- 「愛する人たちへ最期は家で」TV朝日（1993年12月5日放送）
- 「いつか、喜びの涙に変わるように　在宅ホスピス医・川越　厚」NHKプロフェッショナル仕事の流儀（2014年11月17日）
- 「そもそも”自宅で最期を迎える”という選択を家族はどのように受け止めるのか？」TV朝日、羽鳥慎一モーニングショー　そもそも総研』（2016年3月24日）

## 受賞等
- ヘルシー・ソサエティ賞（2009年度）